# Gabriel Bianchi

## Osobné údaje
Meno a akademické tituly:DrSc. Gabriel Bianchi
Dátum narodenia: 14. august 1955
Miesto narodenia: Bratislava
Súčasné pracovisko: Ústav výskumu sociálnej komunikácie Slovenskej akadémie vied, Klemensova 19, 813 64 Bratislava
E-mail: bianchi@savba.sk
Odborná kvalifikácia: docent v oblasti všeobecnej a experimentálnej psychológie
Aktuálna funkcia: samostatný vedecký pracovník
1. ↑   Ústav výskumu sociálnej komunikácie SAV, v. v. i. [online]. [cit. 2025-08-11]. Dostupné online. (slovensky)
2. ↑   Ústav výskumu sociálnej komunikácie SAV, v. v. i. [online]. [cit. 2025-08-11]. Dostupné online. (slovensky)

## Vzdelanie a odborný rast
- 1978 – ukončené päťročné vysokoškolské štúdium psychológie (Mgr.)
- 1981 – rigorózna skúška v odbore psychológia, titul PhDr.
- 1991 – vedecká ašpirantúra v odbore psychológia, titul PhD.
- 2008 – habilitácia v oblasti všeobecnej a experimentálnej psychológie, titul Doc.
- 2020 - udelený titul DrSc.